# Enhetskub

En enhetskub. Diagonalen i en sida är lika med kvadratroten ur 2. Enhetskubens rymddiagonal är lika med kvadratroten ur 3.

En enhetskub är en kub vars sidor har längden 1 längdenhet. Volymen av en 3-dimensionell enhetskub är 1 volymenhet. Dess begränsningsarea är 6 areaenheter.
Diagonalen i en sida är lika med kvadratroten ur 2. Enhetskubens rymddiagonal är lika med kvadratroten ur 3.